# Cheumatopsyche richardsoni
Cheumatopsyche richardsoni är en nattsländeart som beskrevs av Gordon 1974. Cheumatopsyche richardsoni ingår i släktet Cheumatopsyche och familjen ryssjenattsländor. Inga underarter finns listade i Catalogue of Life.